# Pterigium colli
Pterygium colli (Cuello alado), es un pliegue epidérmico del borde externo del cuello, a manera de aleta, que va desde la implantación de las orejas hasta los hombros. Aparece típicamente en el síndrome de Noonan, pero también en otros trastornos genéticos como el síndrome de Turner, síndrome de Edwards y con menos frecuencia, el síndrome de Down.
- Datos: Q3539327